# Lennart Elimä
Lennart Elimä (* 25. Juni 1954 in Schweden) ist ein ehemaliger schwedischer Skispringer.

## Werdegang
Elimä, der für den Verein Koskullskulle AIF startete, gab sein internationales Debüt bei der Skiflug-Weltmeisterschaft 1973 in Oberstdorf. Im Einzelfliegen erreichte er punktgleich mit Gari Napalkow den 41. Platz. Zum Jahresende sprang Elimä im Rahmen der Vierschanzentournee 1973/74. Nachdem er jedoch in keinem der Springen über Rang 66 hinauskam, beendete er schließlich die Tournee nur auf Rang 71 der Gesamtwertung. Bei der folgenden Nordischen Skiweltmeisterschaft 1974 in Falun landete Elimä von der Normalschanze nach Sprüngen auf 81 und 79,5 Meter auf Platz 21.
Bei der Vierschanzentournee 1974/75 erreichte Elimä mit Platz 42 auf der Bergiselschanze in Innsbruck sein bestes Tournee-Einzelergebnis. Auch am Ende gelang ihm mit Gesamtrang 51 sein bestes Gesamtergebnis.
Bei den Schwedischen Meisterschaften 1977 gewann er erstmals mit der Mannschaft die Schwedischen Meisterschaften.
Mit der Vierschanzentournee 1976/77 bestritt Elimä seine letzte Vierschanzentournee. Als 45. in Garmisch-Partenkirchen landete er noch einmal unter den besten 50. Am Ende erreichte er den 53. Rang in der Tournee-Gesamtwertung.
Bei der Nordischen Skiweltmeisterschaft 1978 in Lahti belegte er nach dem Springen von der Großschanze punktgleich mit dem Deutschen Peter Leitner den 21. Platz. Beim Springen auf der Normalschanze landete er bei 82 und 83 Metern und erreichte so als Zehnter sein einziges internationales Top-10-Ergebnis. Im Teamspringen belegte das Schwedische Team um Elimä, Seppo Reijonen, Jan Holmlund und Odd Brandsegg den sechsten Platz.
Wochen nach der Weltmeisterschaft gelang Elimä bei den Schwedischen Meisterschaften mit der Mannschaft zum zweiten Mal in Folge der Sieg im Teamwettbewerb. Erstmals war er zudem auch im Einzelspringen erfolgreich. Es blieb sein einziger Einzeltitel. 1979 gelang Elimä mit der Mannschaft der dritte Meistertitel in Folge.
Elimäs Bruder Kurt war ebenfalls als Skispringer erfolgreich.

## Erfolge

### Vierschanzentournee-Platzierungen
| Saison  | Platz | Punkte |
| ------- | ----- | ------ |
| 1973/74 | 71.   | 654,3  |
| 1974/75 | 51.   | 637,3  |
| 1975/76 | 69.   | 565,4  |
| 1976/77 | 53.   | 624,4  |

### Schanzenrekord
| Schanze                    | Ort     | Land        | Weite   | aufgestellt am | Rekord bis    |
| -------------------------- | ------- | ----------- | ------- | -------------- | ------------- |
| Bloudkova velikanka (K120) | Planica | Jugoslawien | 132,0 m | 20. März 1976  | 22. März 1981 |